# Logan Cup 2016/17
Der Logan Cup 2016/17 war die 23. Saison des nationalen First-Class-Cricket-Wettbewerbes in Simbabwe und wurde vom 18. Dezember 2016 bis zum 20. Mai 2017 ausgetragen. Gewinner waren die Mountaineers, die ihre zweite Meisterschaft gewannen.

## Format
Die vier Mannschaften spielten in einer Gruppe gegen jedes andere Team jeweils zwei Mal. Für einen Sieg gab es sechs Punkte, für ein Unentschieden drei, für ein Remis zwei. Zusätzlich gab es einen Punkt für den Gewinn des ersten Innings. Die Mannschaft mit den meisten Punkten am Saisonende gewann den Wettbewerb.

## Resultate
Tabelle
| Team                 | Sp. | S | N | R | WLF | LWF | DWF | DLF | ND | A | Punkte |
| -------------------- | --- | - | - | - | --- | --- | --- | --- | -- | - | ------ |
| Mountaineers         | 9   | 3 | 0 | 0 | 1   | 0   | 2   | 0   | 1  | 2 | 39     |
| Mid West Rhinos      | 9   | 3 | 3 | 0 | 0   | 0   | 0   | 2   | 0  | 1 | 27     |
| Mashonaland Eagles   | 9   | 1 | 2 | 0 | 0   | 0   | 1   | 2   | 1  | 2 | 20     |
| Matabeleland Tuskers | 9   | 1 | 3 | 0 | 0   | 1   | 1   | 0   | 2  | 1 | 17     |